# 拉利
拉利是伊朗的城市，位於該國西南部札格羅斯山脈西部山腳，由胡齊斯坦省負責管轄，距離首府阿瓦士約105公里，處於首都德黑蘭西南420公里，海拔高度339米，2006年人口16,213。